# Жданьков, Александр Иванович
Александр Иванович Жданьков (род. 1947) — сотрудник советских и российских органов государственной безопасности, генерал-полковник.

## Биография
Александр Иванович Жданьков родился 12 апреля 1947 года в городе Петропавловске-Камчатском. В 1970 году окончил Московский инженерно-экономический институт имени Серго Орджоникидзе по специальности «экономика и организация автомобильного транспорта», после чего работал инженером-экономистом в проектной организации Главного управления автотранспорта Московского горисполкома.
В 1972 году поступил на службу в органы Комитета государственной безопасности при Совете Министров СССР. Начинал оперуполномоченным, впоследствии служил на командных должностях. После распада СССР продолжил службу в системе Министерства безопасности — Федеральной службы контрразведки — Федеральной службы безопасности Российской Федерации. Защитил диссертацию на соискание учёной степени кандидата юридических наук.
В 2001 году Жданьков был назначен заместителем директора Федеральной службы безопасности и одновременно руководителем Департамента по защите конституционного строя и борьбе с терроризмом ФСБ вместо скончавшегося вице-адмирала Г. А. Угрюмова. Руководил специальной операцией по освобождению захваченных в заложники пассажиров автобуса «Икарус», следовавшего по маршруту Невинномысск-Ставрополь. С 2004 года возглавлял Контрольную службу ФСБ России. В 2007 году в звании генерал-полковника вышел в отставку. Живёт в Москве, работает аудитором Счётной палаты Российской Федерации, по должности курирует спецслужбы. Активно занимается общественной деятельностью, является председателем Совета ветеранов Федеральной службы безопасности Российской Федерации.
Награждён орденами «За заслуги перед Отечеством» 2-й и 4-й степеней, орденами «За военные заслуги», Мужества и Почёта, а также рядом советских и российских медалей и нагрудных знаков.